# Internationale Fechtmeisterschaften 1934
Die  Fechtweltmeisterschaften 1934 (offiziell Europameisterschaften 1934) fanden vom 20. bis 29. Juni 1934 in Warschau statt. Es wurden acht Wettbewerbe ausgetragen, sechs für Herren und zwei für Damen. Obwohl offiziell als Europameisterschaften bezeichnet, waren die Wettkämpfe auch für außereuropäische Teilnehmer offen und wurden daher im Nachhinein auch vom internationalen Dachverband Fédération Internationale d’Escrime als Weltmeisterschaften angesehen. Erfolgreichste Nation war Ungarn mit insgesamt sieben Medaillen, davon fünf goldenen. Erstmals wurde für die Degenwettbewerbe eine elektrische Trefferanzeige verwendet.

## Organisation
Die Wettbewerbe fanden vom 20. bis 29. Juni in Warschau statt und wurden vom Polnischen Fechtverband organisiert. Es wurden Einzel- und Mannschaftswettbewerbe im Herrenflorett, Herrendegen und Herrensäbel ausgetragen. Bei den Damen wurde nur Florett gefochten. Das Turnier wurde vom international besetzten Technischen Direktorium bestehend aus Jean Lacroix (Frankreich), Carlo Anselmi (Italien) und Thaddeé Zubrycki (Polen) geleitet.
Die Wettbewerbe wurden als Europameisterschaften bezeichnet, standen prinzipiell aber auch außereuropäischen Teilnehmern offen. Aus diesem Grunde wurden die frühen Europameisterschaften im Nachhinein allgemein als Weltmeisterschaften anerkannt. Offizielle Weltmeisterschaften fanden erstmals 1937 statt.

## Herren

### Florett, Einzel
Im Floretteinzel wurde die Endrunde von zehn Fechtern ausgetragen. Der Italiener Giulio Gaudini gewann mit acht Siegen und einer Niederlage vor seinen Landsmännern Gustavo Marzi (sieben Siege) und Giorgio Bocchino (sechs Siege). Der Franzose Gardêre focht die Endrunde nicht vollständig zu Ende und verlor drei Gefechte kampflos. Die Vorrunden fanden am Donnerstag, den 21. Juni, statt, die Endrunde am 22. Juni.
| Platz | Land | Sportler         |
| ----- | ---- | ---------------- |
| 1     | ITA  | Giulio Gaudini   |
| 2     | ITA  | Gustavo Marzi    |
| 3     | ITA  | Giorgio Bocchino |

Weitere Platzierungen: 4. Gioacchino Guaragna (Italien), 5. Emrys Lloyd (England), 6. Erwin Casmir (Deutschland), 8. René Lemoine (Frankreich) und Giuliano Nostini (Italien), 9. Edward Gardère (Frankreich), 10. Haydu (Ungarn)

### Florett, Mannschaft
Die Endrunde wurde von vier Mannschaften ausgetragen. Italien gewann mit drei Mannschaftssiegen vor Frankreich mit zwei und Deutschland mit einem Mannschaftssieg. Der Wettbewerb fand am 20. Juni (Mittwoch) statt.
| Platz | Land               | Sportler                                                                                               |
| ----- | ------------------ | --- |
| 1     | Königreich Italien | Giorgio Bocchino, Manlio Di Rosa, Giulio Gaudini, Gioacchino Guaragna, Gustavo Marzi, Giuliano Nostini |
| 2     | Frankreich         | René Bougnol, André Gardère, Edward Gardère, Michel Godin, René Lemoine                                |
| 3     | Deutsches Reich    | Erwin Casmir, Julius Eisenecker, August Heim, Stefan Rosenbauer                                        |

### Degen, Einzel
Im Degeneinzelwettbewerb nahmen 48 Fechter teil. Zwölf von ihnen qualifizierten sich für die Endrunde. Dort setzte sich Pál Dunay (Ungarn) mit acht Siegen und drei Niederlagen durch. Zweiter wurde Gustaf Dyrssen (Schweden; sieben Siege) vor seinem Landsmann Hans Drakenberg und dem Italiener Saverio Ragno (ebenfalls sieben Siege aber mehr erhaltene Treffer). Die Vorrunden fanden am Dienstag, den 26. Juni, statt, die Endrunde am 27. Juni.
Die Degenwettbewerbe wurden erstmals bei einer Internationalen Meisterschaft mit elektrischer Meldeanlage gefochten. Dabei wurden Treffer durch eine Glühlampe und ein akustisches Signal (Klingel) angezeigt. Die Melder und elektrischen Degen waren teilweise noch fehleranfällig. Da nur zwei Anlagen vorhanden waren, zogen sich die Degenkämpfe sehr lange hin. Im Laufe der Gefechte wurde der Degen eines italienischen Fechters beschlagnahmt, bei dem durch Berührung von zwei blanken Drähten ein Treffer angezeigt werden konnte, ohne dass die Degenspitze den Gegner berührte.
| Platz | Land | Sportler        |
| ----- | ---- | --------------- |
| 1     | HUN  | Pál Dunay       |
| 2     | SWE  | Gustaf Dyrssen  |
| 3     | SWE  | Hans Drakenberg |
| 3     | ITA  | Saverio Ragno   |

Weitere Platzierungen: 5. Sven Thofelt (Schweden), 6. Georges Buchard (Frankreich), 7. Jean Piot (Frankreich), 8. Michel Godin (Frankreich), 9. René Lemoine (Frankreich), 10. Giorgio Rastelli (Italien), 11. Borovsky (Polen), 12. Giancarlo Cornaggia Medici (Italien)

### Degen, Mannschaft
In die Endrunde kamen Frankreich, Italien, Schweden und Deutschland. Hier setzte sich Frankreich mit drei Mannschaftssiegen durch. Italien belegte mit zwei Siegen den zweiten, Schweden mit einem Sieg den dritten Platz. Deutschland wurde Vierter. Die Vorrunden fanden am Samstag, den 23. Juni, statt, die Endrunde am 24. Juni.
| Platz | Land               | Sportler |
| ----- | ------------------ | --- |
| 1     | Frankreich         | Georges Buchard, Philippe Cattiau, Michel Godin, René Lemoine, Michel Pécheux, Jean Piot                           |
| 2     | Königreich Italien | Roberto Battaglia, Giancarlo Brusati, Giancarlo Cornaggia Medici, Saverio Ragno, Giorgio Rastelli, Franco Riccardi |
| 3     | Schweden           | Hans Drakenberg, Gustaf Dyrssen, Carl Gripenstedt, Nils Erik Hellsten, Sven Thofelt, Bertil Uggla                  |

Weitere Platzierungen: 4. Deutschland (Geiwitz, Lerdon, Hax, Rosenbauer)

### Säbel, Einzel
Für die Endrunde qualifizierten sich 10 Teilnehmer. Der Ungar Endre Kabos konnte mit einer Niederlage und acht Siegen den Wettbewerb gewinnen. Zweiter wurde Giulio Gaudini (Italien; sieben Siege) vor László Rajcsányi (Ungarn; fünf Siege). Der beste deutsche Säbelfechter Erwin Casmir konnte wegen einer Verletzung am Daumen, die er sich beim Mannschaftswettbewerb zugezogen hatte, nicht teilnehmen. Der Wettbewerb fand am 29. Juni statt.
| Platz | Land | Sportler         |
| ----- | ---- | ---------------- |
| 1     | HUN  | Endre Kabos      |
| 2     | ITA  | Giulio Gaudini   |
| 3     | HUN  | László Rajcsányi |

Weitere Platzierungen: 4. Jenő Erdélyi (Ungarn), 5. Köszeglyi (Ungarn), 6. Segda (Polen), 7. Vincenzo Pinton (Italien), 8. Dobrowolski (Polen), 9. Aldo Montano (Italien), 10. Ragno (Italien)

### Säbel, Mannschaft
In der Endrunde der letzten vier Mannschaften konnte sich Ungarn mit drei Siegen vor Italien (zwei Siege) und Polen (ein Sieg) durchsetzen. Der Mannschaftskampf Ungarn – Italien wurde kampflos von Ungarn gewonnen, da Italien nicht antrat. Die Vorrunden fanden am Mittwoch, den 27. Juni, statt, die Endrunde am 28. Juni.
| Platz | Land               | Sportler                                                                                                  |
| ----- | ------------------ | --- |
| 1     | Ungarn             | Jenő Erdélyi, Aladár Gerevich, György Jekelfalussy, Endre Kabos, László Rajcsányi, Imre Rasztovich        |
| 2     | Königreich Italien | Giulio Gaudini, Gustavo Marzi, Aldo Montano, Vincenzo Pinton, Emilio Salafia, Angelo Treves               |
| 3     | Polen              | Władysław Dobrowolski, Leszek Lubicz-Nycz, Władysław Segda, Antoni Sobik, Marian Suski, Tadeusz Friedrich |

Weitere Platzierungen: 4. Deutschland (Heim, Casmir, Eisenecker, Moos)

## Damen

### Florett, Einzel
In der Endrunde fochten insgesamt acht Fechterinnen. Es kam zu Stichkämpfen zwischen den ungarischen Schwestern Ilona und Margit Elek, Hedwig Haß aus Deutschland und Gwendoline Neligan (England), die jeweils fünf Siege und zwei Niederlagen für sich verbuchen konnten. Hier setzte sich Ilona Elek vor ihrer Schwester Margit und Hedwig Haß durch, Neligan wurde Vierte. Die Vorrunden fanden am Freitag, den 22. Juni, statt, die Endrunde am 23. Juni.
| Platz | Land | Sportlerin  |
| ----- | ---- | ----------- |
| 1     | HUN  | Ilona Elek  |
| 2     | HUN  | Margit Elek |
| 3     | GER  | Hedwig Haß  |

Weitere Platzierungen: 4. Gwendoline Neligan (England), 5. Bogathy (Ungarn), 6. Olga Oelkers (Deutschland), 7. Judy Guinness (England), 8. Leni Oslob (Deutschland)

### Florett, Mannschaft
Bei den Florettmannschaftskämpfen der Damen traten vier Mannschaften in der Endrunde an. Die Ungarinnen belegten mit drei Siegen den ersten Platz. Deutschland, Großbritannien und Italien teilten sich mit jeweils einem Sieg Platz 2, da die Zeit für einen Stichkampf zwischen den drei Zweitplatzierten nicht mehr ausreichte. Der Wettbewerb fand am Mittwoch, den 20. Juni, statt.
| Platz | Land                   | Sportlerinnen                                                                       |
| ----- | ---------------------- | ----------------------------------------------------------------------------------- |
| 1     | Ungarn                 | Erna Bogathy, Margit Danÿ, Ilona Elek, Margit Elek, Katalin Horváth, Ilona Vargha   |
| 2     | Deutsches Reich        | Hedwig Haß, Henni Jüngst, Olga Oelkers, Leni Oslob                                  |
| 2     | Vereinigtes Königreich | Mary Geddes, Heather Judy Guinness, Gwendoline Neligan, Kathleen Stanbury-Statbourg |
| 2     | Königreich Italien     | Ada Biagini, Marisa Cerani, Letizia Meneghelli, Germana Schwaiger                   |

## Medaillenspiegel
| Platz | Land                   | Gold | Silber | Bronze | Gesamt |
| ----- | ---------------------- | ---- | ------ | ------ | ------ |
| 1     | Ungarn                 | 5    | 1      | 1      | 7      |
| 2     | Königreich Italien     | 2    | 5      | 2      | 9      |
| 3     | Frankreich             | 1    | 1      | –      | 2      |
| 4     | Schweden               | –    | 1      | 2      | 3      |
| 4     | Deutsches Reich        | –    | 1      | 2      | 3      |
| 5     | Vereinigtes Königreich | –    | 1      | –      | 1      |
| 6     | Polen                  | –    | –      | 1      | 1      |